# ニギス科
ニギス科（学名：Argentinidae）は、ニギス目に所属する魚類の分類群の一つ。2属で構成され、ニギス・カゴシマニギスなど深海魚を中心に2属27種が記載される。学名はラテン語の「argentum（銀）」に由来する。

## 分布・生態
ニギス科の魚類はすべて海水魚で、太平洋・インド洋・大西洋など全世界の海に幅広く分布する。深海でまばらな群れを形成し、ゴカイや甲殻類などを捕食する。生物量は多く、ニギスなど一部の種類は食用魚として漁獲対象となるが、多くは利用されることがない。
本科魚類の生態についてはほとんどわかっていないが、卵は浮性卵で仔魚は表層で生活することが知られ、成魚の寿命は20年以上に達すると考えられている。

## 形態

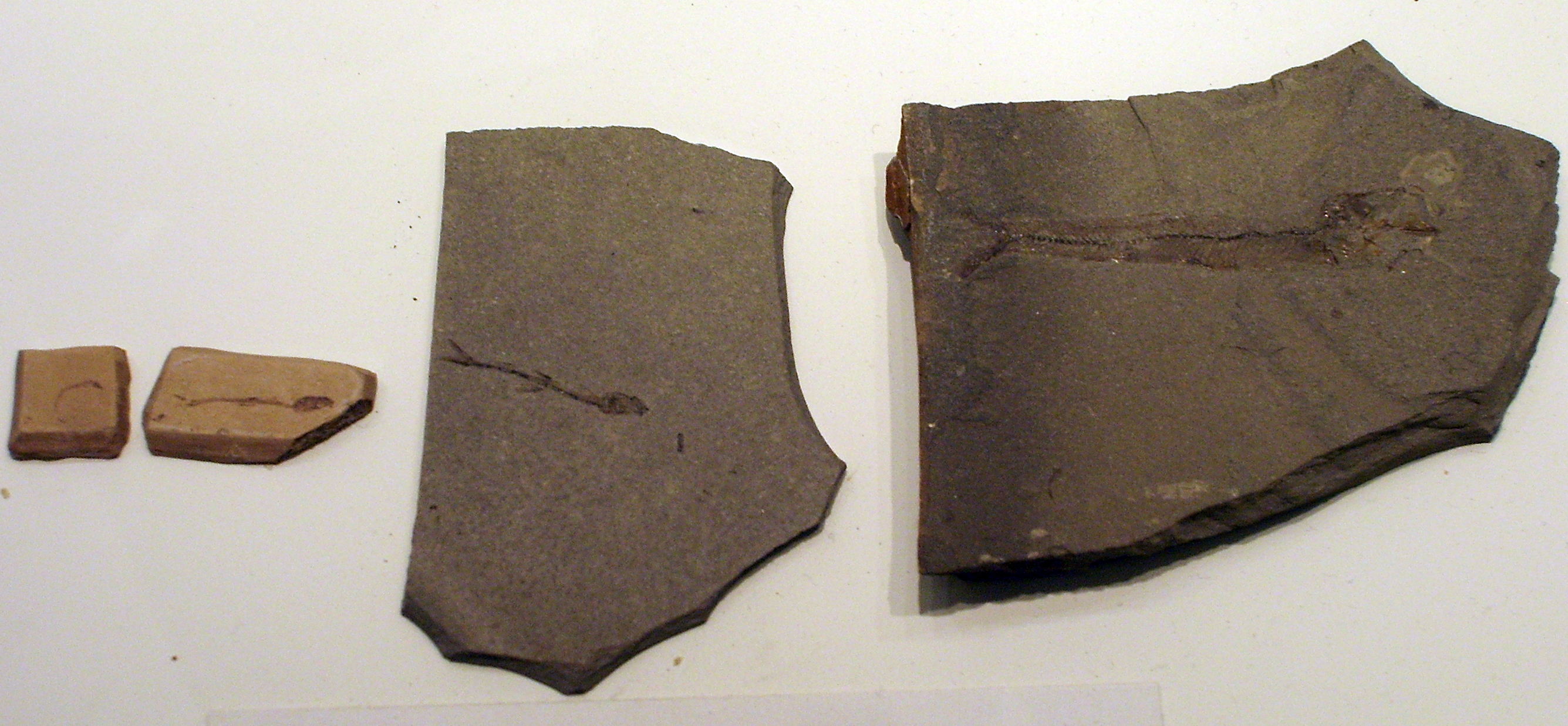
カゴシマニギス属の化石種。左から個体発生の順に並んでいる

ニギス科の魚類はやや細長く円筒形で、イワシやニシンに似た体型をもつ。最大種（Argentina silus）は体長70cmにまで成長するが、多くは30cm以下の小型魚類である。体色は一般に銀白色を基調とし、斑紋や縞などの特徴的な模様はもたない。眼は大きく、口は吻の先端に位置する。同じニギス亜目に所属するデメニギス科・ソコイワシ科とは、管状眼をもたないこと、中烏口骨をもつなどの特徴から鑑別される。
背鰭の起始部は腹鰭よりも前方にあり、鰭条は10-14本。鰭に棘条はなく、臀鰭・胸鰭・腹鰭はそれぞれ10-17本・11-25本・10-15本の軟条で構成される。胸鰭の基底は体の腹側寄りにある。脂鰭をもち、臀鰭の真上に位置する。後擬鎖骨・中烏口骨をもつ。鰓条骨は4-6本で、椎骨は43-70個。

## 分類
ニギス科にはNelson（2016）の体系において2属27種が認められている。かつて本科に含まれていたギンサケイワシ属 Nansenia は、現在ではソコイワシ科に移されている。本稿では、FishBaseに記載される2属28種についてリストする。

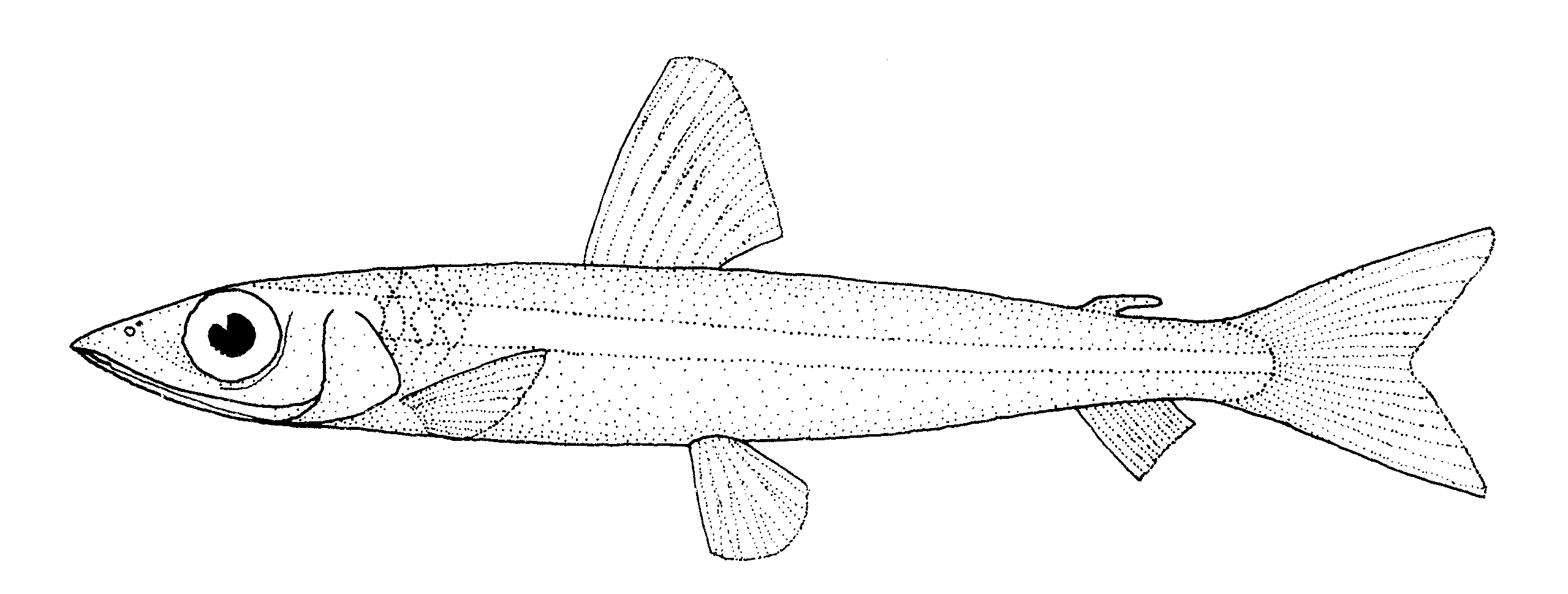
カゴシマニギス属の1種（Argentina elongata）。水深69-600mに分布する

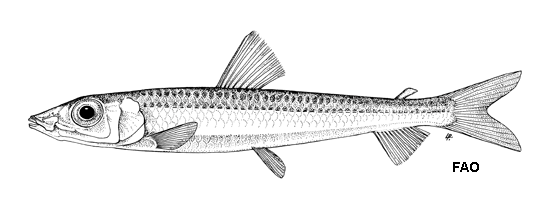
カゴシマニギス属の1種（Argentina sphyraena）。ヨーロッパ周辺の深海に生息し、最も古くから知られていたニギス類の一種である

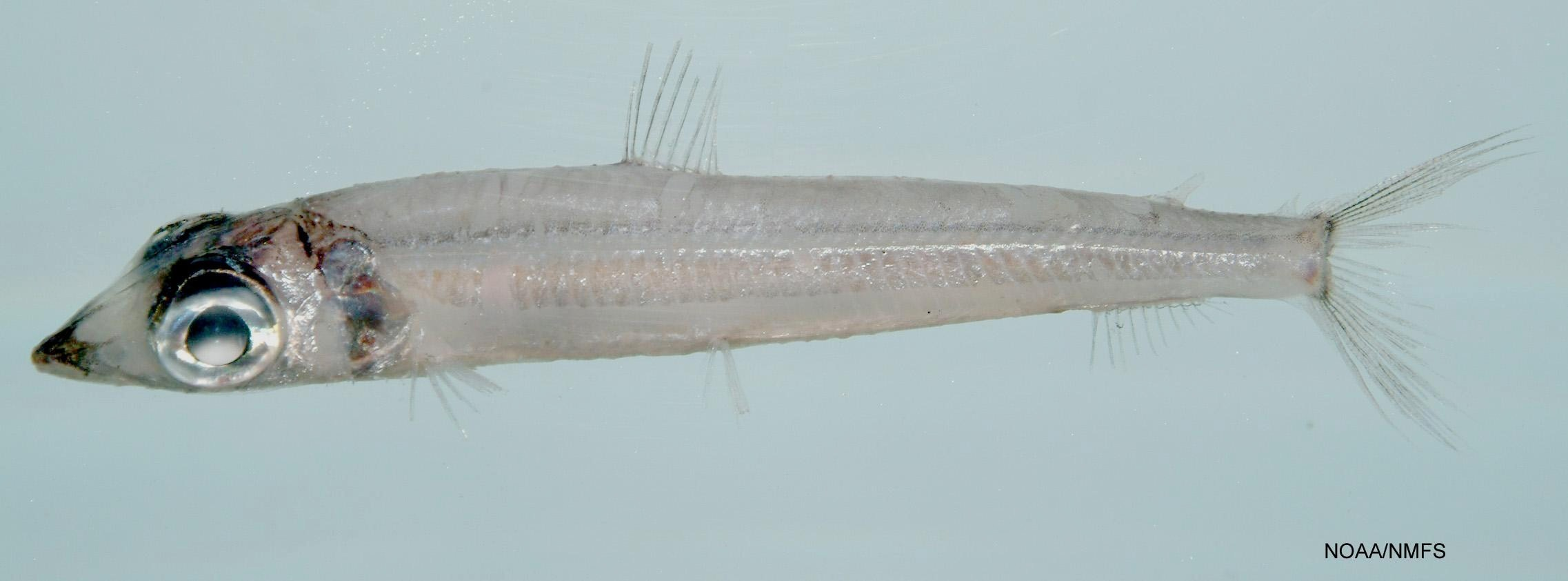
カゴシマニギス属の1種（Argentina striata）。大西洋西部から報告がある種類

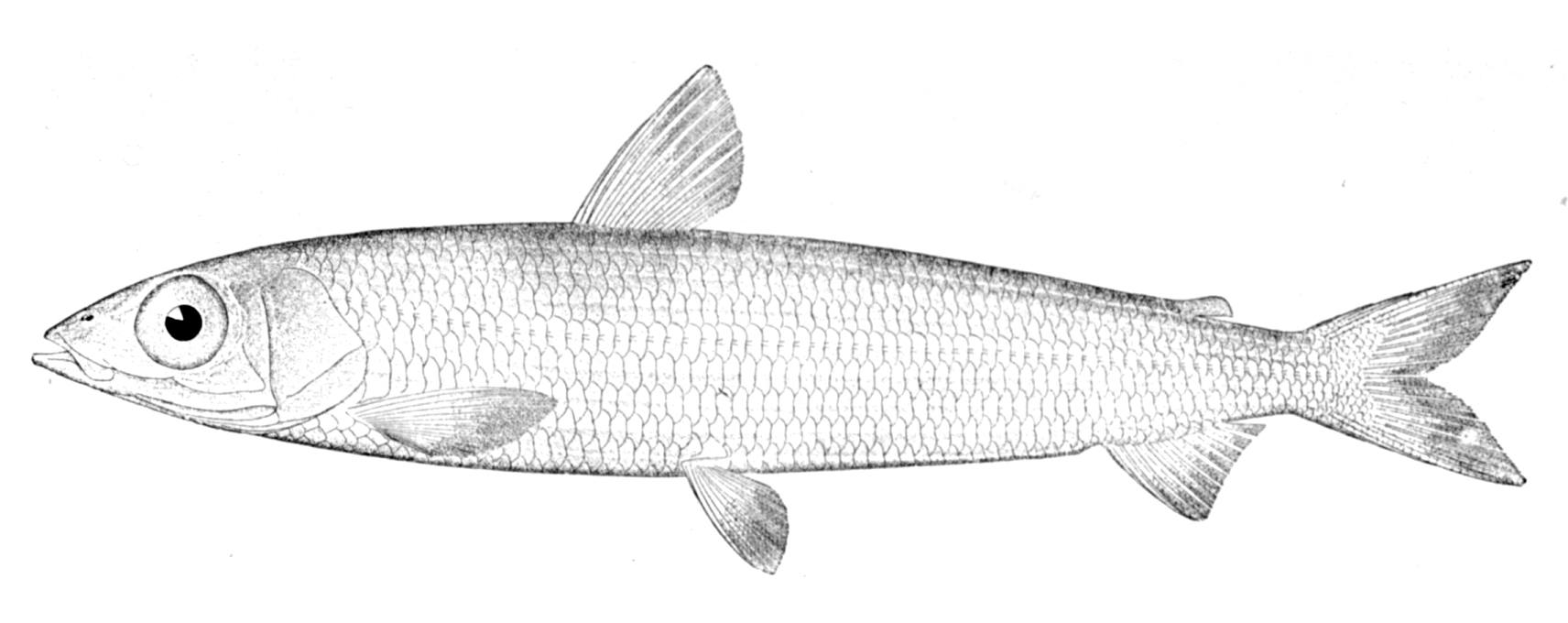
カゴシマニギス属の1種（Argentina silus）。体長70cmに達する本科魚類中の最大種で、食用魚として利用される

### カゴシマニギス属
- カゴシマニギス属 Argentina
  - カゴシマニギス Argentina kagoshimae
  - Argentina aliceae
  - Argentina australiae
  - Argentina brasiliensis
  - Argentina brucei
  - Argentina elongata
  - Argentina euchus
  - Argentina georgei
  - Argentina sialis
  - Argentina silus
  - Argentina sphyraena
  - Argentina stewarti
  - Argentina striata

### ニギス属
- ニギス属 Glossanodon
  - イチモンジイワシ Glossanodon lineatus
  - コタカニギス[5] Glossanodon kotakamaru
  - ニギス Glossanodon semifasciatus
  - Glossanodon australis
  - Glossanodon danieli
  - Glossanodon elongatus
  - Glossanodon leioglossus
  - Glossanodon macrocephalus
  - Glossanodon melanomanus
  - ツマリニギス Glossanodon microcephalus
  - Glossanodon mildredae
  - Glossanodon nazca
  - Glossanodon polli
  - Glossanodon pseudolineatus
  - Glossanodon pygmaeus
  - Glossanodon struhsakeri